# Juras de Amor
Juras de Amor é o décimo segundo álbum de estúdio da dupla Bruno & Marrone, lançado em setembro de 2011 pela Sony Music.

## Lista de faixas
| N.º            | Título                                   | Compositor(es)                           | Duração |  |
| 1.             | "Juras de Amor"                          | Breno / Rodrigo Lisboa                   | 3ː09    |  |
| 2.             | "Já Não Sei Mais Nada (Yo No Se Mañana)" | Jorge Luis Piloto / Jorge Villamizar     | 4ː25    |  |
| 3.             | "Rancho"                                 | Bruno / Euler Coelho / Sidney do Cerrado | 2ː53    |  |
| 4.             | "Parede de Vidro"                        | J. Reis / Neto Barros                    | 3ː02    |  |
| 5.             | "Entrada Franca"                         | Fátima Leão                              | 3ː29    |  |
| 6.             | "Amor Só É Bom Quando Dói"               | César Lemos / Karla Aponte               | 3ː03    |  |
| 7.             | "Querendo Viver"                         | Mario                                    | 2ː49    |  |
| 8.             | "Te Amo Feito Louco"                     | Diney Alves / Marcelo Melo / Vivi Abreu  | 3ː13    |  |
| 9.             | "Flores"                                 | Luis Marcelo / Paulo Rolim               | 3ː33    |  |
| 10.            | "Fora do Normal"                         | Bigair Dy Jaime / Raynner Souza          | 3ː24    |  |
| 11.            | "Tô Largado"                             | Rodrigo Freitas                          | 2ː56    |  |
| 12.            | "Cicatriz"                               | Alexandre Dourado / Thiago / Zé Ricardo  | 2ː40    |  |
| 13.            | "Proposta Indecente"                     | Alexandre Peixe / Beto Garrido           | 3ː46    |  |
| 14.            | "E Aí..."                                | Bruno / João Victor / Ricardo Agreli     | 2ː11    |  |
| 15.            | "Te Quero Tanto (Te Quiero Tanto Tanto)" | Guillermo Méndez Guiú                    | 3ː28    |  |
| Duração total: | Duração total:                           | Duração total:                           | 48:03   |  |